# Volby do Knesetu 1961
Volby do pátého Knesetu se v Izraeli konaly 15. srpna 1961. Výsledkem bylo vítězství levice vedené stranou Mapaj Davida Ben Gurion. Volební účast byla 79 %.

## Výsledky
| strana                          | hlasů     | % hlasů | křesel na začátku funkčního období | křesel na konci funkčního období |
| ------------------------------- | --------- | ------- | ---------------------------------- | -------------------------------- |
| Mapaj                           | 349 330   | 34,7    | 42                                 | 34                               |
| Cherut                          | 138 599   | 13,8    | 17                                 | 0                                |
| Liberální strana                | 137 255   | 13,6    | 17                                 | 0                                |
| Národní náboženská strana       | 98 786    | 9,8     | 12                                 | 12                               |
| Mapam                           | 75 654    | 7,5     | 9                                  | 9                                |
| Achdut ha-avoda                 | 66 170    | 6,6     | 8                                  | 8                                |
| Maki                            | 42 111    | 4,2     | 5                                  | 3                                |
| Agudat Jisra'el                 | 37 178    | 3,7     | 4                                  | 4                                |
| Po'alej Agudat Jisra'el         | 19 428    | 1,9     | 2                                  | 2                                |
| Spolupráce a bratrství          | 19 342    | 1,9     | 2                                  | 2                                |
| Pokrok a rozvoj                 | 16 034    | 1,6     | 2                                  | 2                                |
|                                 |           |         |                                    |                                  |
| Pokrok a práce                  | 3 561     | 0,4     | 0                                  | 0                                |
| Religiózní sefardská kandidátka | 3 181     | 0,3     | 0                                  | 0                                |
| Podporovatelé demokracie        | 335       | 0,0     | 0                                  | 0                                |
| celkem                          | 1 006 964 | 100     | 120                                | 76                               |
|                                 |           |         |                                    |                                  |
| Gachal                          | -         | -       | 0                                  | 27                               |
| Rafi                            | -         | -       | 0                                  | 8                                |
| Nezávislí liberálové            | -         | -       | 0                                  | 7                                |
| Rakach                          | -         | -       | 0                                  | 2                                |
| celkem                          |           |         | 120                                | 120                              |
|                                 |           |         |                                    |                                  |

## Pátý Kneset

### Desátá vláda
Na počátku funkčního období pátého Knesetu vytvořil předseda vítězné strany Mapaj David Ben Gurion koaliční vládu, jež získala 2. listopadu 1961 důvěru v Knesetu. Tato koaliční vláda zahrnovala Národní náboženskou stranu, Achdut ha-Avodu, Poalej Agudat Jisra'el, Spolupráci a bratrství, Pokrok a rozvoj, a měla třináct ministrů. Předsedou Knesetu byl jmenován poslanec Mapaje Kadiš Luz. V pořadí desátá vláda padla 16. června 1963 poté, co premiér Ben Gurion rezignoval z osobních důvodů (ve skutečnosti byl rozhněvaný nedostatečnou podporou svých vládních kolegů). Později vystoupil ze strany Mapaj, kterou pomáhal zakládat a vytvořil Rafi.

### Jedenáctá vláda
Novým premiérem se stal Levi Eškol, který zároveň stanul v čele Mapaje. Dne 26. června 1963 vytvořil staronovou koaliční vládu se stejnými koaličními partnery. Jediným rozdílem byl počet ministrů (měla o jednoho více). Vláda padla 10. prosince 1964, když někdejší premiér Ben Gurion požadoval po soudcích Nejvyššího soudu prošetření Lavonovy aféry.

### Dvanáctá vláda
O týden později vytvořil Eškol v pořadí dvanáctou vládu, a to se stejnými koaličními partnery a ministry jako měla vláda předešlá. Důvěru získala vláda 22. prosince 1964.
Funkční období pátého Knesetu bylo významné sjednocením dvou hlavních pravicových stran (Cherutu a Liberální strany) v jednotný volební blok (Gachal), který již byl schopen ovlivnit hegemonii Mapaje na izraelské politické scéně. Gachal, z něhož se později stal Likud nakonec porazil Mapaj (z níž se stala strana Ma'arach) ve volbách v roce 1977.